# Juan Camacho del Fresno
Juan Camacho del Fresno (Moral de Calatrava, 24 de julio de 1995) es un ciclista español. 
Fue convocado por la selección española sub-23 en varias ocasiones para disputar carreras como la ZLM Tour o el Tour de Flandes sub-23. A principio de la temporada 2020 abandonó el ciclismo profesional por problemas en la rodilla tras dos temporadas como profesional y 24 años de edad.

## Palmarés
- No consiguió ninguna victoria como profesional.